# Кларъндън (окръг, Южна Каролина)
Окръг Кларъндън (на английски: Clarendon County) е окръг в щата Южна Каролина, Съединени американски щати. Площта му е 1803 km², а населението – 31 144 души (1 април 2020). Административен център е град Манинг.